# Lerato Chabangu
Lerato Chabangu (ur. 15 sierpnia 1985 w Tembisa, Gauteng) – południowoafrykański piłkarz, napastnik reprezentacji Południowej Afryki w piłce nożnej.